# Opération Chaton acoustique
Pour les articles homonymes, voir Chaton.

Sceau de la CIA (1950).

Le Chaton Acoustique (en anglais Acoustic Kitty) fut une opération de la direction de la science et technologie de la CIA en projet entre 1961 et 1966
L'opération et ses détails furent rendus publics en 2001 dans le cadre de la déclassification de documents. L'objectif était d'utiliser un chat domestique afin de collecter des informations au Kremlin de Moscou ainsi que dans diverses ambassades soviétiques à l'époque de la Guerre froide. À cette fin, les employés de la CIA ont implanté une pile et un microphone dans le corps d'un chat, et une antenne de transmission le long de sa colonne vertébrale en direction de sa queue. Ainsi équipé, le chat devait être relâché dans des endroits stratégiques où il allait participer à l'enregistrement de conversations secrètes. Selon Victor Marchetti, ancien cadre de la CIA, le coût de l'opération aurait été d'environ 20 millions de dollars.
La première mission du chat était d'écouter deux hommes dans un parc proche de l'ambassade de Russie aux États-Unis, à Washington, D.C. Le chat fut lâché à proximité, mais fut immédiatement écrasé par un taxi. Des essais subséquents ne furent guère concluants et le projet fut considéré comme un échec et abandonné par la CIA en 1967,.

## Dans la culture
L'album Acoustic Kitty (en) de John Mann (en) fait référence à ce projet.
Dans la série d'animation Albator 84, épisode 16 : « Les Chats ont deux oreilles », la petite Lydia introduit secrètement un chat à bord, sans savoir que l'ennemi lui a implanté un micro.
Un roman de Bob Rybarczyk porte le même nom et un livre pour enfant de Gail Ablow, intitulé A Horse in the House, en fait également mention.
Une bande dessinée de Dinosaur Comics relate le projet Acoustic Kitty.
Un court-métrage d'animation de 2014, Acoustic Kitty, raconte l'histoire avec la CIA tentant une écoute féline dans l'ambassade soviétique de Washington.